# Нінослав Маріна
Нінослав Маріна (25 вересня 1974, Скоп'є, Македонія) — ректор Університету інформаційних наук і технологій, розташованого в м. Охрид, Македонія.

## Життєпис
Після закінчення електротехнічного факультету університету святих Кирила та Мефодія у Скоп'є (Универзитет «Св. Кирил и Методиј» во Скопје) Нінослав Маріна захистив ступінь доктора наук у Федеральній політехнічній школі Лозани (École Polytechnique Fédérale de Lausanne) у 2004 р. У його дисертації розглядалися питання інформаційної теорії стосовно бездротового зв'язку. Робота була виконана у співробітництві з Дослідницьким центром Nokia у Хельсінкі. Нінослав Маріна був керівником науково-дослідницького та проектно-конструкторського відділу компанії Sowoon Technologies з 2005 до 2007 рр. З 2007 до 2008 р. він був запрошеним науковцем в Університеті Гаваї (University of Hawaii) у Маноа. Після цього Нінослав Маріна займав посади наукового фахівця в Університеті Осло (University of Oslo) з 2008 до 2009 р., а потім з 2010 до 2012 р. — запрошеного наукового співробітника в Університеті Приінстона (Princeton University; дана посада закріплена за ним до теперішнього часу).

## Наукові досягнення
Професор Нінослав Маріна викладав у двадцяти університетах різних країн (США, Японія, Велика Британія, Ізраїль, Росія, Бразилія, Гонконг, Норвегія, Фінляндія, Португалія та Чехія). Він має унікальний досвід отримання грантів різних академічних та промислових організацій, у тому числі: «Швейцарська комісія з технологій та інновацій» (Swiss CTI), «Швейцарський національний науковий фонд» (Swiss NSF), «Європейська комісія» (European Commission) та «Європейська космічна агенція» (European Space Agency). Він був обраний експертом з оцінювання та рецензентом Європейської комісії у 6-й та 7-й рамочних програмах (Framework Programme). Доктор Нінослав Маріна є керівником (Senior Member) в Інституті інженерів з електротехніки та радіоелектроніки (Institute of Electrical and Electronics Engineers, IEEE) і співзасновником Македонської секції теорії інформації IEEE.